# Дрисенка
Дрисенка — река в России, протекает по Калужской области. Левый приток Жиздры.

## География
Река Дрисенка берёт начало у деревни Криуша. Течёт а юг. На реке расположены деревни Грецкая и Глупеево. Устье реки находится в 105 км от устья Жиздры. Длина реки составляет 15 км, площадь водосборного бассейна — 38,3 км².

## Данные водного реестра
По данным государственного водного реестра России относится к Окскому бассейновому округу, водохозяйственный участок реки — Ока от города Белёв до города Калуга, без рек Упа и Угра, речной подбассейн реки — бассейны притоков Оки до впадения Мокши. Речной бассейн реки — Ока.
Код объекта в государственном водном реестре — 09010100512110000019982.